# The Colour of Magic (игра)
The Colour of Magic е приключенска текстова игра, произведена от Delta 4 и издадена от Piranha Games през 1986 за компютърните системи ZX Spectrum, Armstrad CPC и Commodore 64. Тя е първата компютърна игра от поредицата Светът на диска и единствената, която спазва изцяло сюжета на книгата.
През 2006 друга видео игра базирана на Цветът на магията бива издадена за мобилни устройства под името Discworld: The Colour of Magic. Тя е изометрична екшън игра.